# Стево Г. Опачић
Стево Глише Опачић (Плавно, код Книна, 8. август 1923 — Београд, 17. јул 2016) био је учесник Народноослободилачке борбе, правник, друштвено-политички радник СР Србије и СФР Југославије и народни херој Југославије.

## Биографија
Рођен је 8. августа 1923. године у селу Плавну код Книна, у сиромашној сељачкој породици. После завршетка основне школе, као курир-радник, запослио се на изградњи Унске пруге. Затим је отишао у Београд и радио као грађевински радник, где је учествовао у штрајковима.

### Народноослободилачка борба
После Априлског рата, вратио се из Београда у Плавно, где је учествовао у прикупљању оружја, муниције и друге војничке опреме. Почетком устанка, 27. јула 1941. године, заједно с другим устаницима освојио је усташку касарну у Плавну. У пролеће 1942. године био је десетар, а затим водник у Плавањској партизанској чети, која је ушла у састав батаљона „Бранко Владушић“. Приликом формирања Друге далматинске бригаде, батаљон је ушао у њен састав.
У борбама код Купреса, крајем децембра 1942, усташе су изненадним продором на Стожеру разбиле Штаб бригаде и угрозиле Први батаљон. Стево је с неколицином бораца сачекао усташке снаге које су наступале од Бугојна, извршио јуриш и разбио их, обезбедивши батаљон. Био је бомбаш у нападу на елитне четничке јединице Драже Михаиловића на Калиновику и приликом преласка Друге далматинске бригаде преко Дрине у Санџак, априла 1943. године. У тим борбама био је рањен.
У почетку Пете непријатељске офанзиве, Друга далматинска бригада водила је борбе на планини Сињајевини. Ту се Стево сукобио са Немцима и у борбама прса у прса са водом држао своје положаје. У време битке на Сутјесци, када је Друга далматинска бригада водила вишедневне борбе на Барама, спречавајући покушаје надмоћнијих немачких снага да продру у долину Сутјеске, Стево је учествовао у одбрани положаја и у противјуришима. Стево је тада са водом бранио Планиницу, на коју су Немци од 5. до 8. јуна вршили напад за нападом, али су сваки пут били одбачени.
У покрету преко Зеленгоре 11. јуна, Први батаљон је изненада упао у немачку заседу. Стево је за време борбе запленио два митраљеза и две радио-станице. У борби је ликвидирано преко 40 немачких војника. За исказану храброст и вештину при командовању јединицом у борби, Стево је тих дана био постављен за командира Треће чете.
У борби с Немцима, 17. августа 1943. године, у селу Подгорје код Тузле, Стево се са четом провукао кроз шуму и напао Немце с левог бока, одбацивши их у долину и тако створио услове за њихов пораз. Том је приликом погинуло и рањено 50 Немаца. Учествовао је и у биткама које је Друга далматинска бригада водила касније у Црној Гори и Санџаку крајем 1943. и почетком 1944. године.
Јуна 1944. године, по наређењу Врховног штаба НОВ и ПО Југославије, Стево Опачић је из Црне Горе са групом од тридесетак војно-политичких руководилаца из Друге далматинске бригаде упућен у Осми корпус у Далмацију. Стево је тада у Осмом корпусу постављен за команданта Четвртог батаљона Четрнаесте бригаде Деветнаесте дивизије НОВЈ, која је тих дана водила борбе на подручју северне Далмације. Био се истакао у петнаестодневним борбама за ослобођење Книна против Немаца и четника Момчила Ђујића. У борбама је био тешко рањен код села Оћестова, у сукобу бораца са немачким тенковима.

### Послератни период
После рата, био је на одговорним дужностима у Управи државне безбедности (УДБ) за Србију и Југославију. У то време је поред вршења дужности завршио гимназију и Правни факултет у Београду. Од 1963. године био је генерални директор предузећа за спољну трговину „Прогрес“.
Након одласка у пензију, живео је у Београду, у насељу Церак Виногради. На војној паради „Корак победника”, одржаној 16. октобра 2014. године, поводом 70-е годишњице ослобођења Београда, Стево Опачић се налазио међу 20-ак ветерана-учесника Београдске операције, који су присуствовали паради. Као једини народни херој Југославије, налазио се међу почасним гостима и стајао је у првом реду поред председника Владе Републике Србије, Александра Вучића.
Преминуо је 17. јула 2016. године у Београду. Кремиран је на београдском Новом гробљу, а сахрањен у породичној гробници на гробљу у Батајници.
Био је ожењен са Анком Опачић, рођеном Булат (1924—2016), која је била учесница Народноослободилачког рата (НОР) и носилац Партизанске споменице 1941, коју је упознао крајем 1944. године током лечења у Биограду на Мору, где је она радила у партизанској болници. Она је била рођена сестра генерала Радета Булата, такође народног хероја Југославије, а преминула је свега месец и по дана пре њега. У браку са њом имао је двоје деце — ћерку Јадранку и сина Петра.
Носилац је Партизанске споменице 1941. и других југословенских одликовања, међу којима су — Орден Републике са златним венцем, Орден братства и јединства са златним венцем, Орден рада са црвеном заставом, два Ордена за храброст и Орден партизанске звезде са пушкама. Орденом народног хероја одликован је 23. јула 1953. године.